# Quận Sheridan, Kansas
Quận Sheridan là một quận thuộc tiểu bang Kansas, Hoa Kỳ. Theo điều tra dân số năm 2000 của Cục điều tra dân số Hoa Kỳ, quận có dân số 2813 người.
Quận lỵ là Hoxie 6. Quận được đặt tên theo Phillip H. Sheridan, một vị tướng của thời kỳ Nội chiến Hoa Kỳ.
Mặc dù Hiến pháp Kansas đã được sửa đổi vào năm 1986 để cho phép bán rượu uống rượu do cá nhân với sự chấp thuận của cử tri, Quận Sheridan vẫn là một cấm đoán, hay quận "khô".

## Địa lý
Theo Cục điều tra dân số Hoa Kỳ, quận có tổng diện tích 897 dặm vuông (2.322 km ²), trong đó, 896 dặm vuông (2.322 km ²) là đất và 0 dặm vuông (1 km ²) của nó (0,03%) là diện tích mặt nước.

### Các quận giáp ranh
- Quận Decatur (phía Bắc)
- Quận Norton (đông bắc)
- Quận Graham (phía đông)
- Quận Gove (phía Nam)
- Quận Thomas (tây)